# Taser
 Der er for få eller ingen kildehenvisninger i denne artikel, hvilket er et problem. Du kan hjælpe ved at angive troværdige kilder til de påstande, som fremføres i artiklen.

Taser er et ofte brugt navn på et elektrochokvåben (i daglig tale en strømpistol). Navnet er et akronym for "Thomas A. Swift's Electric Rifle", hvor Tom Swift er navnet på hovedpersonen i nogle ungdomsbøger i genren eventyr og science fiction.
Navnet Taser stammer fra en af de mest kendte producenter af strømpistoler: TASER International (nu Axon Enterprise).
Våbnet virker ved at sende små pile med ledninger ind i ofret, der derved får et stød, der lammer musklerne. Det har en rækkevidde på 10 meter.
Det bruges af politi i flere lande for at undgå at skyde med skarpt og dermed dræbe. Selvom det ikke anses for at være et dødbringende våben, er flere dog døde af det alligevel.
Det er ulovligt at anvende våbnet i Danmark.